# カメラ付き携帯電話
カメラ付き携帯電話（）は日本における、画像撮影機能（一部はビデオ撮影なども）、画像送受信機能のついた携帯電話・PHSである。以下便宜上、（カメラ付き）携帯電話・PHSをあわせて（カメラ付き）携帯電話等と表記する。

## 概要
ルーツは1999年にDDIポケットより発売された機種だが、爆発的に普及するカメラ付き携帯電話の原型はJ-PHONEとシャープにより1998年から2000年にかけて開発され2000年11月1日に市場投入された。後に、「写メール」という造語が考案され、写して送るというコンセプトが明瞭になるとともに「写メ」という略語も自然発生的に生まれた。
携帯電話等の歴史はこれによって大きく変わり、のちに世界中のメーカーが熾烈な開発競争を行うこととなった。携帯電話とデジタルカメラの機能を単に一つにまとめただけでなく、撮った画像をメールに添付して送ったり、インターネット上の画像投稿掲示板に直接アップロードできるなどの、一体化ならではの機能を持つことが特徴である。
日本において、2003年にはカメラのついていないそれまでの携帯電話をほとんど駆逐し、携帯端末市場のみならずデジタルカメラ市場にも影響を与えるほど受け入れられた。これを受けて徐々にカメラ付き携帯電話向けの商品（特殊効果レンズ、ケータイプリンターなど）も発売されるようになり、ブログなどにも直接アップロードできる機能などへ発展したり、QRコードを読み取る機能とも連携するようになった。また、PHS端末も携帯電話にやや遅れる形でカメラ搭載・QRコード対応などがなされている。
そして、カメラ付きのヒットは携帯電話等の高機能化競争に一層の拍車をかけたとも言える。その反面、盗撮などの犯罪行為を誘発するなどの社会問題も生んだ。そのためほとんどの携帯電話・PHSはマナーモード時でもシャッター音は消せないようになっているが、日本以外の国のメーカーの携帯電話では音がマナーモードになると消えたりボリュームをコントロールできるものもある。
また、携帯電話を操作しているよう見せかけて撮影する可能性も考えられるため、撮影禁止場所では携帯電話の使用自体も禁止する例が一般化した。

## 歴史

### 誕生前夜

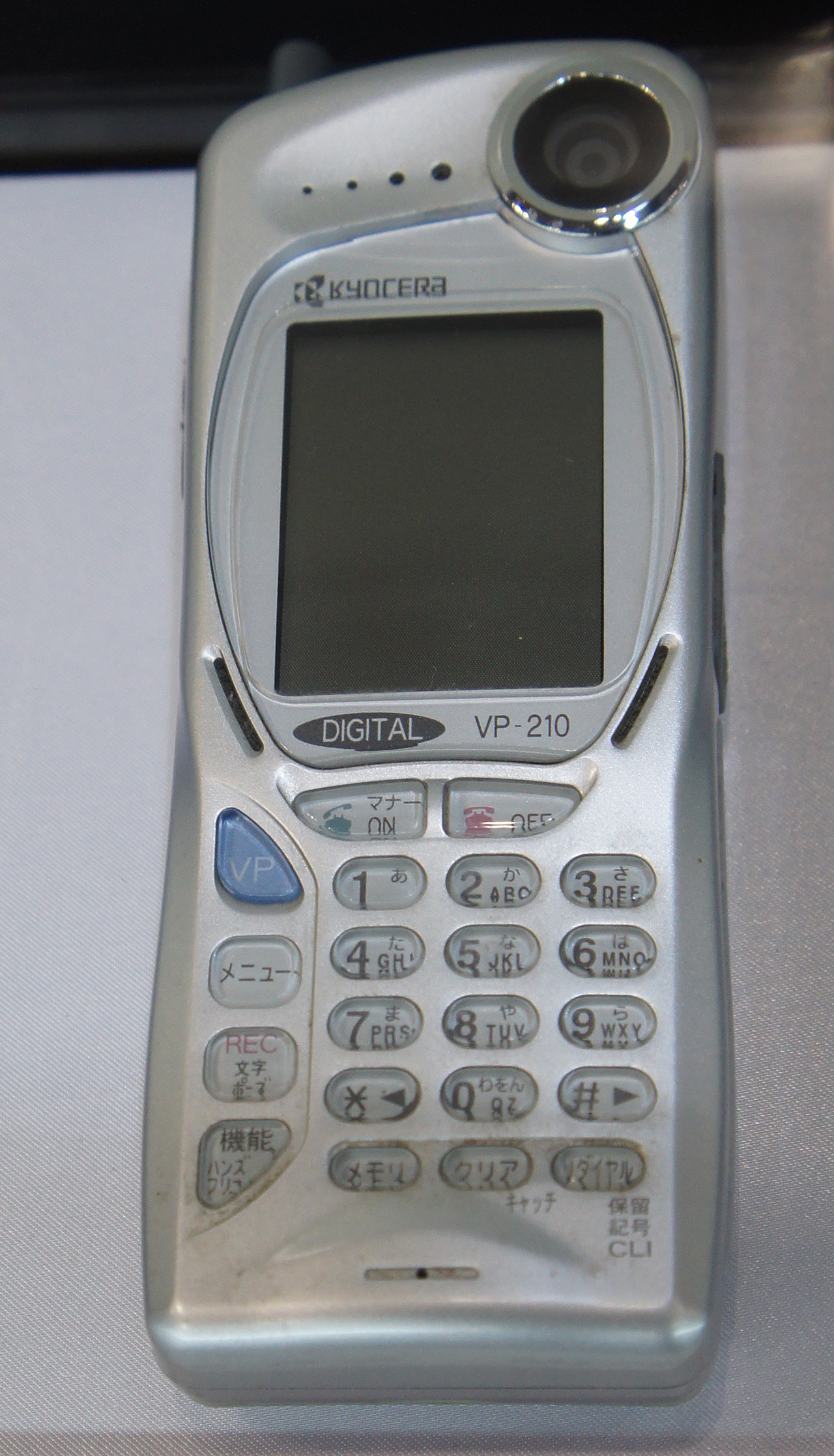
VP-210

1999年9月にDDIポケットより発売された、京セラ製端末のVP-210が世界初のカメラ付き携帯電話（PHS）である。カメラ部には11万画素のCMOSイメージセンサが使われていた。撮影したJPEGファイルを添付し電子メールで送受信できるが、テレビ電話用なので液晶面側にカメラがあり、外側に向けることはできず自分を撮る以外には使いづらい。その後の「写メール」に代表されるカメラ付き携帯電話などとは異なるコンセプトで作られ、「お見合いに使えるテレビ電話端末」と宣伝されていたが、市場にはあまり受け入れられなかった。
同時期に、三菱電機からも、外付けのカメラを持つツーカー・デジタルツーカー向け携帯電話が発売されたが、これも画像データのやり取りができないなど使い勝手は今一つで市場には受け入れられなかった。また、NTTドコモも「キャメッセ」という商品を発売した。これはドコモの携帯電話にアダプターを装着することで、写真（静止画）を撮影できるほか、それを使った加工が楽しめるというものだった。これも市場にはあまり受け入れられなかった。

### 誕生期

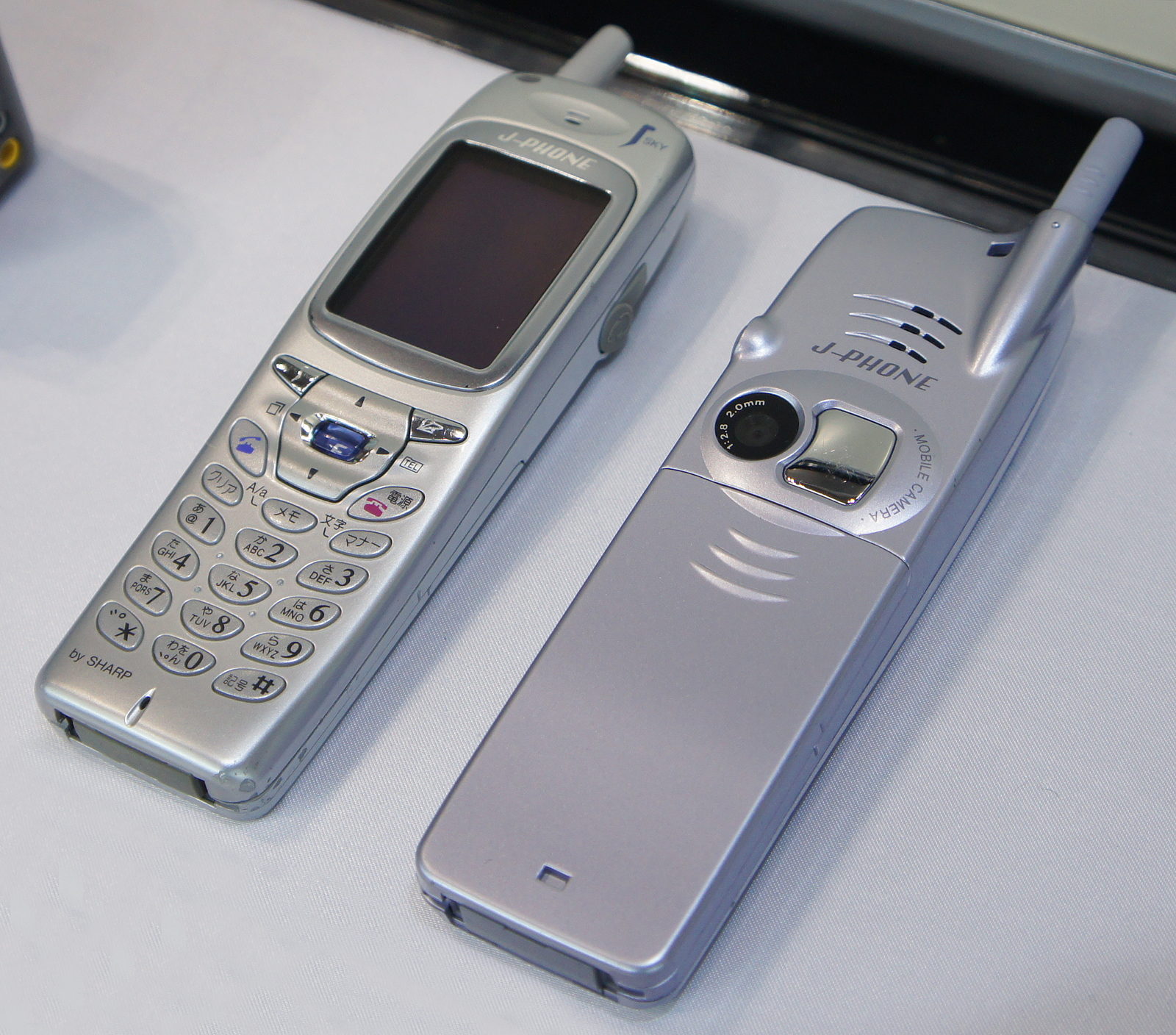
J-SH04

シャープ製携帯端末J-SH04が2000年10月に商品化され、J-PHONEから2000年11月に発売されたのが現在のカメラ付き携帯電話のルーツである。この端末の特徴は、
- 背面部にデジタルカメラが付いた
- J-スカイウォーカーでメールに撮影した写真を添付して送信できる

とその後のカメラ付き携帯電話などの特徴を備えた初の端末となった。また自分を撮影するための鏡が背面に付いていること、撮影音を消せないなどの配慮がなされていた。縦128×横96ピクセルのフルカラー撮影が可能であったが、メモ用途としても性能は十分とは言えず、必要性を疑問視する声も少なくなかった。2001年6月に登場した「J-SH07」は縦160×横120ピクセルの撮影・表示を可能とし、J-SH05で高く評価されたTFT液晶を採用した。後追いで「写メール」の名称がつけられ、Jフォンが2002年3月にauを抜いて業界2位にまで上り詰める原動力となった。
この商品はシャープでは「IC事業部」の若手技術者が着想したもので、企画（父親達）と協力して最初のコンセプトが練り上げられ、また、Jフォンとシャープの「通信事業部」や「IC事業部」の技術者（父親）達苦労を重ね創り出した製品である。開発当初は、「仕事で頑張っているお父さんが仕事の合間に子供の様子を見ることができるように」、「我が子ができるだけキレイに撮れ、できるだけキレイに表示されるように」、「奥さんや子供が簡単に撮影して、送ってもらえるように」と考えられた。

### 他社への波及
まず、2001年11月にツーカーが三洋電機製TS11を発売し、続いて2002年4月、au（KDDI／沖縄セルラー電話連合）がカシオ計算機製A3012CAを発売した。その後、2002年6月にNTTドコモもシャープ製SH251iを発売し、iショットの名称でサービスを開始した。その後、カメラ付きが携帯電話の主流になっていった。
なお、ドコモのFOMAでは、サービス開始の2001年10月よりカメラ付きの端末はあったが、高い本体価格、当時は狭かった通話可能エリア、電池の保ちの悪さなどから主流ではなかったので、余り騒がれる事はなかった。

### 外付けのアプローチ、PHS
auは2002年秋に投入されたCDMA 1X端末から内蔵カメラに対応したが、それ以前はカメラ需要については外付けカメラ「パシャパ」シリーズでの対応としており、J-フォンが積極展開する内蔵カメラには否定的な見方を示していた。
DDIポケットは当初、同様に外付けカメラTrevaによるカメラ対応を2000年11月より開始した。カメラ性能はCMOSの10万画素、重量は10g。価格は約4000円。対応機のRZ-J90が同時発売された。これらの対応機は2004年7月のAH-J3003Sまで販売された。
trevaも発売当初は画期的であったが、同社のKDDI子会社化に伴うデータ通信特化路線のもと、年々伸長する携帯電話搭載カメラとの大きな性能差が長らく続いた。2003年に入り、DDIポケットもカメラ付きPHSを投入しはじめ、ウィルコム体制となってからはtrevaの外付け対応をほぼ終了させている。カメラ性能としては標準的な100万画素前後の物が多い（2006年頃）。なお、動画撮影やテレビ電話に対応できる機種は、PHSにおいては限定的である。
なお、ドコモPHSにおけるカメラ付きPHSは、FOMAとのテレビ電話に対応するLookwalk P751vのみであり、アステルPHSにおいては見られなかった。

### 動画対応機の登場
FOMAでは、2001年10月のサービス開始時より動画対応機P2101V（松下製）があったが、録画時間が短く本体にしか保存できず、メール送信もできなかった。その当時のFOMAは性能のバランスが悪く、人気は出ていない。その後継機として2003年3月に出たP2102Vが、「ムービースタイル」と呼ばれて、FOMA初の大ヒットとなった。その後発売されたFOMAはビデオカメラ並みの機能を持っている。また、画像サイズによってはメール送信できる。auも2002年9月に東芝製A5301Tを発売している。約15秒の動画をメール送信できる。その後2003年12月に出た、A5403CAで本格的なムービー機能を搭載している。Jフォンも2002年3月に発売したJ-SH51で、Nancy形式の動画に対応し、メール送信にも対応した。2003年5月に発売されたJ-SH53からはMPEG-4形式に対応している。
また、2005年12月に発売されたW33SAで、VGAサイズの動画撮影に対応。続いて2006年5月、ボーダフォンからは、VGA液晶を備えた上で、VGAサイズ動画撮影に対応した904SHがリリースされた。さらに2009年7月には、国内初のハイビジョン動画が撮影できるMobile Hi-Vision CAM Woooが発売された。

### さらなる性能向上
競争時代に入り、さらなる性能向上が求められた。
- 2003年5月ごろ
  - ドコモが三菱電機製D505iで、auがカシオ製A5401CAで、そしてJフォンがシャープ製J-SH53と、各社メガピクセル携帯電話を登場させた。その中でもソニー・エリクソン製SO505iはデジタルカメラ機能を重視し「電話機能付きデジタルカメラ」とも言うべき機種で、新規契約後即解約してデジタルカメラとして使う人が続出した。そのため携帯電話事業者では契約されていない携帯電話のデジタルカメラ機能を使えなくするなどと言った対策を取った。
- 2003年12月ごろ

ドコモがD505iS、auがA5403CA、ボーダフォンがV601SHと200万画素級も出てきて、デジタルカメラ代わりに使う人が増えてきた。
- 2004年7月ごろ

auのA5406CAが320万画素に到達、ボーダフォンがV602SHが200万画素、オートフォーカス、2倍光学ズームとなった。さらに2005年5月17日には、ドコモのFOMA端末D901iSが、ハニカムCCD200万画素ながら記録画素が400万画素で登場した。しかし、カメラ機能強化が端末販売に貢献できるとは限らない状況になり、ボーダフォンは、ベースがほとんど同じである902SHと802SH（130万画素）を併売していた。
- 付加機能の競争

デジタルカメラでも画素数競争よりも画質や手ブレ防止などといったユーザービリティに関する競争が激化しているため、カメラ付き携帯電話にもこういった競争が行われている。2006年9月に500万画素・光学3倍ズームのSoftBank 910SHが発表された。このように、一見するとデジタルカメラと見紛うような携帯電話も出現するようになった。2007年以降になると、515万画素と広角レンズ搭載の「EXILIMケータイ」W53CAや、光学3倍ズーム・511万画素の「サイバーショットケータイ」SO905iCSおよびW61Sなど、デジタルカメラブランドを冠した機種も登場した。2008年10月、日本では最高クラスの800万画素カメラを搭載するEXILIMケータイW63CAやSoftBank 930SH、SH-01A、SH-03Aなど相次いで発表された。しかし、これらの機種は薄型を図るためか光学ズームは採用されていない。
デジタルカメラやビデオカメラでも見られた、「ライカ」や「カール・ツァイス」などといった有名ブランドを冠したレンズを搭載する機種も登場した。
- デジタルカメラとの競合

画素数など、カタログ上の仕様自体はデジタルカメラ並みになったが、デジタルカメラ（特に、カメラ付き携帯電話のライバルとなるコンパクトデジタルカメラ）の方でも性能・機能の進化は着々と進んでいるため、同じ時期での比較としては搭載するレンズや撮像素子、処理エンジンなどにおいて狭義のデジタルカメラとの性能差は明白である。
しかし「送受信機能の標準搭載」という視点からは、狭義のデジタルカメラとは違った体験をユーザーにもたらす。

### 日本国外
日本国外でもカメラ付き携帯電話は増えた。2004年にサムスン電子（韓国）が発売した500万画素機および300万画素光学3倍ズーム機が発売された。さらにその機種の新機種では700万画素・光学3倍ズームになった。
同時期の日本や後のスマホ時代と大きく異なるのは、ほとんどのカメラ付き端末がQRコードの読み取りができなかった点である。当時海外ではQRコードが業務用以外の用途ではあまり使用されておらず、カメラ付き携帯電話に読み取り機能を搭載するという動きは広まっていなかった。

### スマートフォンへの継承
初代iPhoneがカメラを搭載したことで、スマートフォン時代になるとカメラ付きは世界的に一般化した。画素数競争も激化し、2010年代には1億画素を超えた。一方でカメラ付きでは先駆者であった日本の携帯電話等は急速に陳腐化、多くの日本のメーカーの事業撤退を招いたが、イメージセンサで強いシェアを誇るソニーはカメラ普及の恩恵も受けた。

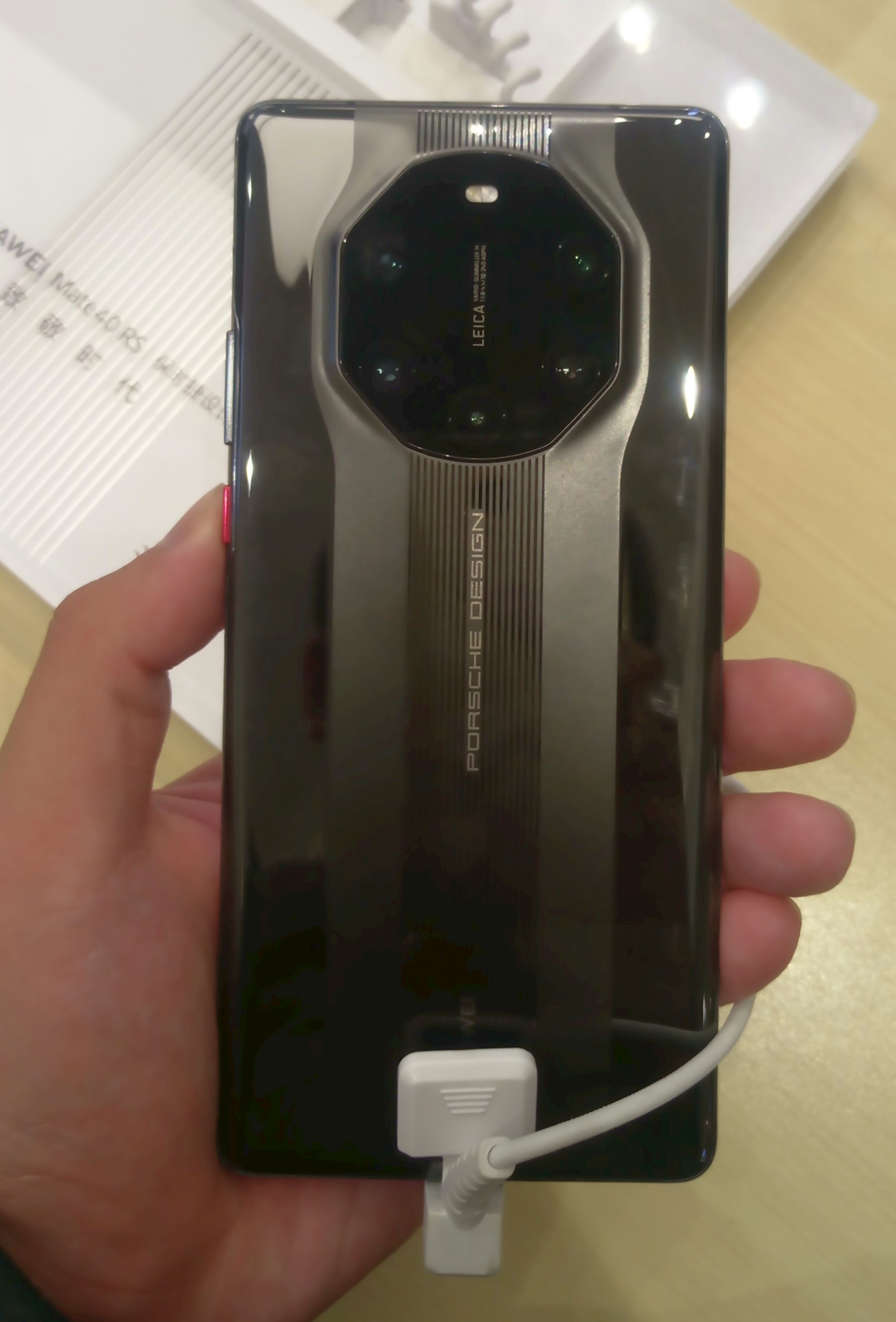
ファーウェイのMate 40 RS
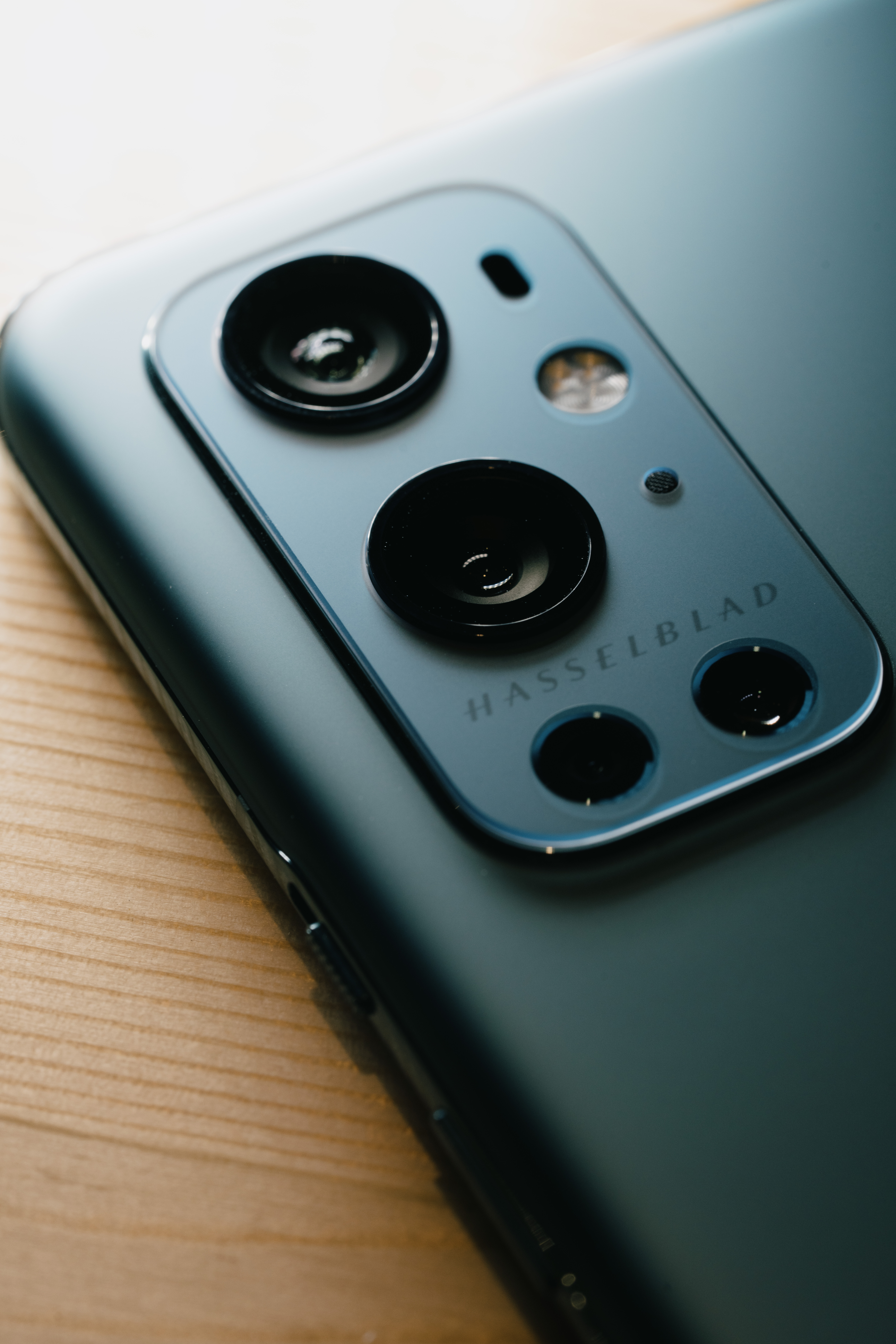
ワンプラスのOnePlus 9 Pro
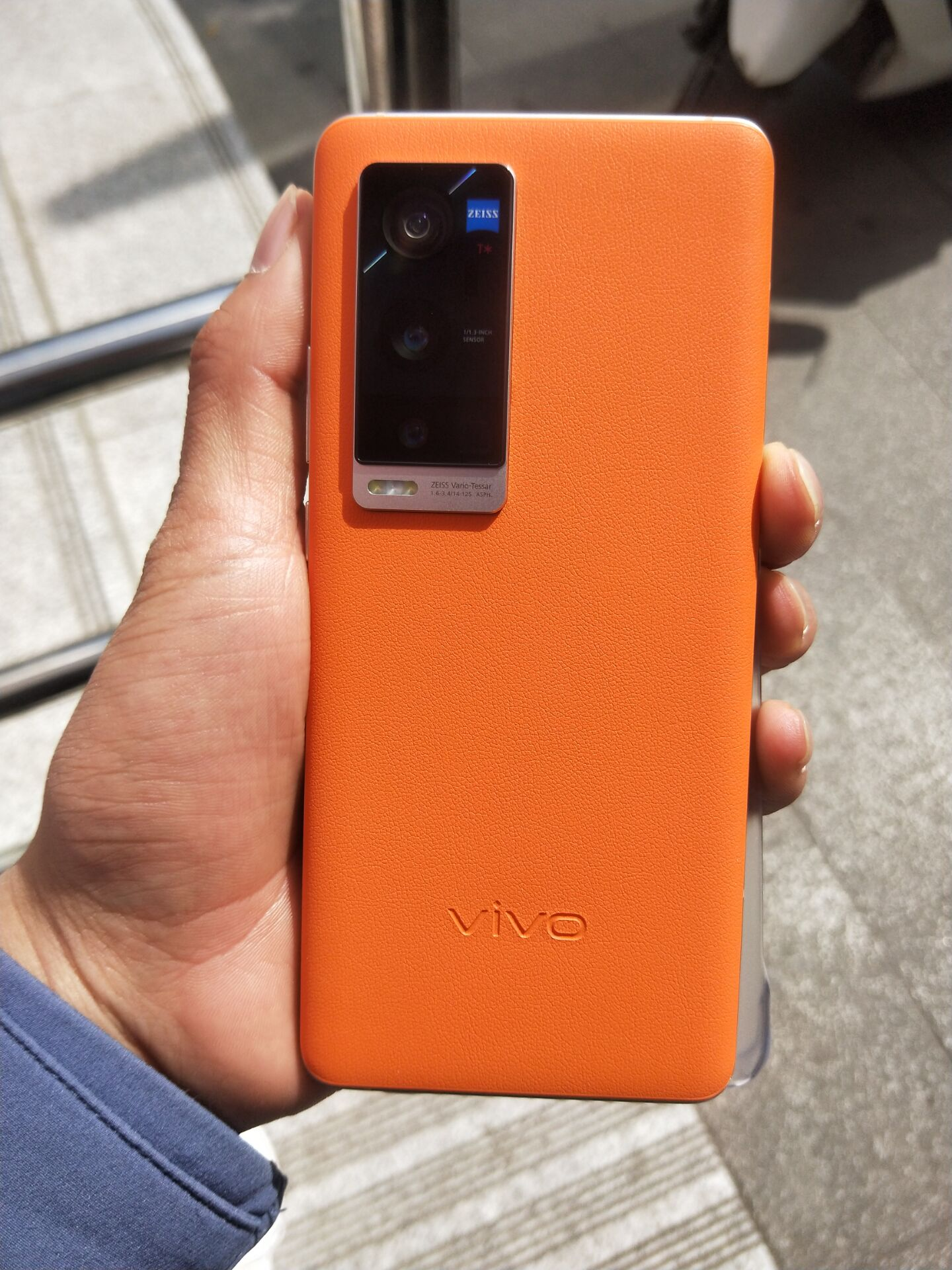
VivoのX60 Pro+

## フィーチャーフォン末期における状況
このリストは、便宜上発売時点において最高画素数だった機種を挙げている。カメラの性能の判定材料としては、画素数以外に、光学ズームの有無、広角レンズの搭載、顔検出機能などがある。これらの機能に関しては別記してある。なお、下から発売日順とする。
- サイバーショットケータイS006（ソニー・エリクソン・au） 1620万画素CMOS

- AQUOS SHOT 002SH（シャープ・ソフトバンクモバイル） 1410万画素CCD
- AQUOS SHOT SH-01C（シャープ・ドコモ） 1410万画素CCD
- AQUOS SHOT SH010（シャープ・au） 1410万画素CCD

- LUMIX Phone P-03C / P-05C（パナソニック モバイルコミュニケーションズ・ドコモ）、SoftBank 001P（ソフトバンクモバイル） 約1320万画素CMOS、フルハイビジョン動画撮影、画角27mm相当
- F-06B（富士通・ドコモ）約1320万画素CMOS、フルハイビジョン動画撮影、画角28mm相当、ISO25600相当、MilbeautMobile
- P-04B / P-06B（パナソニック・ドコモ）約1320万画素CMOS、画角27mm相当（P-04B）、画角28mm相当（P-06B）
- VIERAケータイ 942P（パナソニック・ソフトバンクモバイル） 1316万画素

- AQUOS SHOT SH-07B（シャープ・ドコモ） 1210万画素CCD、フルハイビジョン動画撮影、ISO12800相当
- SH-01B（シャープ・ドコモ） 1210万画素CCD、ISO12800相当
- AQUOS SHOT SH003 / SH006（シャープ・au） 1210万画素CCD ISO12800相当
- EXILIMケータイ CA003（カシオ計算機・au） 1217万画素CMOS ISO3200相当
- F-01B / F-03B / F-04B / F-07B（富士通・ドコモ）約1220万画素CMOS、画角28mm相当、ISO25600相当、MilbeautMobile
- N-04B（日本電気・ドコモ）約1220万画素CMOS、ハイビジョン動画撮影、ISO12800相当
- N-02B（日本電気・ドコモ）約1220万画素CMOS、広角28mm相当

- AQUOS SHOT SoftBank 933SH（シャープ・ソフトバンクモバイル） 1000万画素CCD ISO12800相当
- AQUOS SHOT SH-06A/SH-07A（シャープ・ドコモ） 1000万画素CCD ISO12800相当

## カメラ付き携帯電話等が普及したことで発生した問題
階段等でのスカートの中などを盗撮することを防止するため、日本の製品はカメラで撮影をするときにはマナーモードになっているときも含め、必ずシャッター音が発生するようになっている（ただしroot化は可能。日本でない国の製品は音が出ないものもある）。イヤホンをつけても、スピーカーから必ずシャッター音が出る。
また書店で書籍の内容を撮影して買わずに済ます行為を問題とする意見が現れた（詳しくはデジタル万引きを参照）。また、無断で他人の写真を撮る（特に猥褻な目的）、などエチケットや法に反する利用が問題になり、政府による調査や業界団体による広告キャンペーンなどのきっかけともなった。
また、特に中高生の間では、カメラ付き携帯電話によるいじめが問題となっている。裸などの画像をメールで回覧されたり、撮影した顔写真に悪口や実名などを添えて不特定多数に送信したりするいじめ事件が発生している。そうして撮影された動画などがネット上に流出する事件もあり、対策が求められている。
カメラ付き携帯電話が児童ポルノの蔓延につながっているという批判もある。欧米では未成年者が自らのヌードなどをカメラ付き携帯電話で撮影してやり取りする行為が「セクスティング」と呼ばれ社会問題化しており、2010年にはマイクロソフトが制作したスマートフォン『KIN』の広告がセクスティングを助長しているとして批判の対象となり、マイクロソフトは謝罪の上該当する一部シーンを広告から削除したこともある。
企業秘密の写真を撮る問題（産業スパイ行為）も発生し、カメラ付き携帯電話等の持ち込みを規制する企業も現れた。持ち込み規制のある企業では入口で携帯電話を預けるよう求めるものや、受付でカメラに目隠しテープ（勝手に剥がすと、剥がしたことが分かる文字列が浮かび上がる）を貼り、帰りに受付でテープを剥がしてもらう措置をとるものなどがある。このため、ビジネス用としてカメラが付いていない携帯電話の需要もある。
美術館においても、一時的にカメラを目隠しするテープを利用することがある。